# Creute du Caïd
La creute du Caïd est une ancienne carrière de pierre souterraine (creute en picard) située à un kilomètre au nord-est du village d'Aizy-Jouy, au lieu-dit le Fond de Boulancourt. La creute du Caïd est située dans le le département de l'Aisne, en France.

## Description
La creute du Caïd est une ancienne carrière souterraine dédiée à l'extraction de calcaire, principalement de type « vergelé » et « banc royal ».
Sur ses parois, treize bas-reliefs ont été gravés par des soldats français pendant la Première Guerre mondiale, les plus notables représentants :
- l'écu de Jeanne d'Arc surmonté de l´inscription « Dieu et Patrie »,
- deux rouleaux de parchemin déployés avec inscription,
- deux canons entrecroisés surmontés d'un cor de chasse,
- les principaux monuments de Paris,
- un crucifix avec la muraille de Jérusalem,
- une ancre accompagnée d´un rouleau de parchemin déployé avec l'inscription « Je crois en Dieu »,
- un médaillon contenant le Sacré-Cœur avec l'inscription « Que votre règne arrive »,
- les drapeaux français et américain entrecroisés et surmontés d'une étoile.

## Galerie

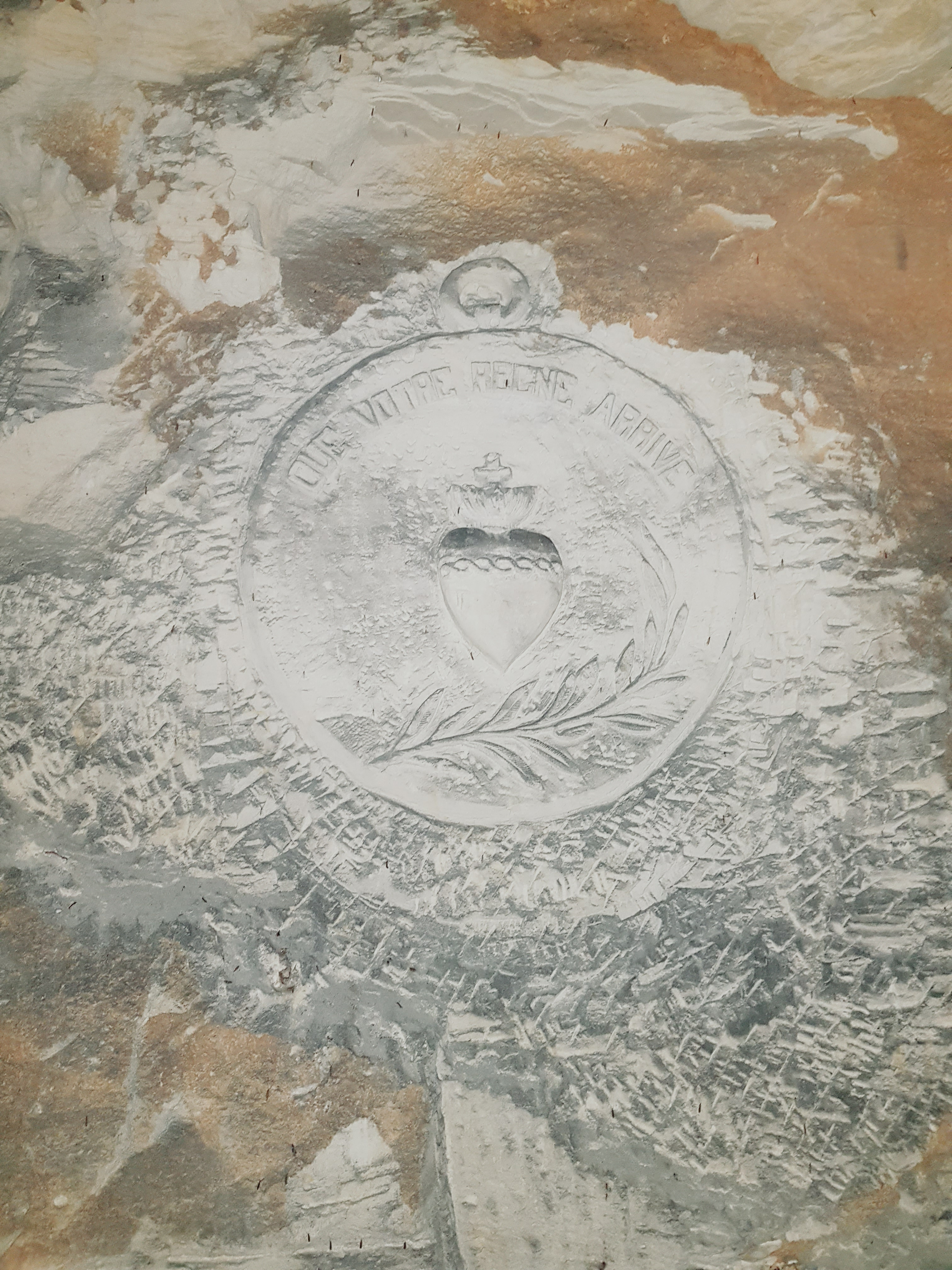
Sculpture Que vôtre règne arrive.
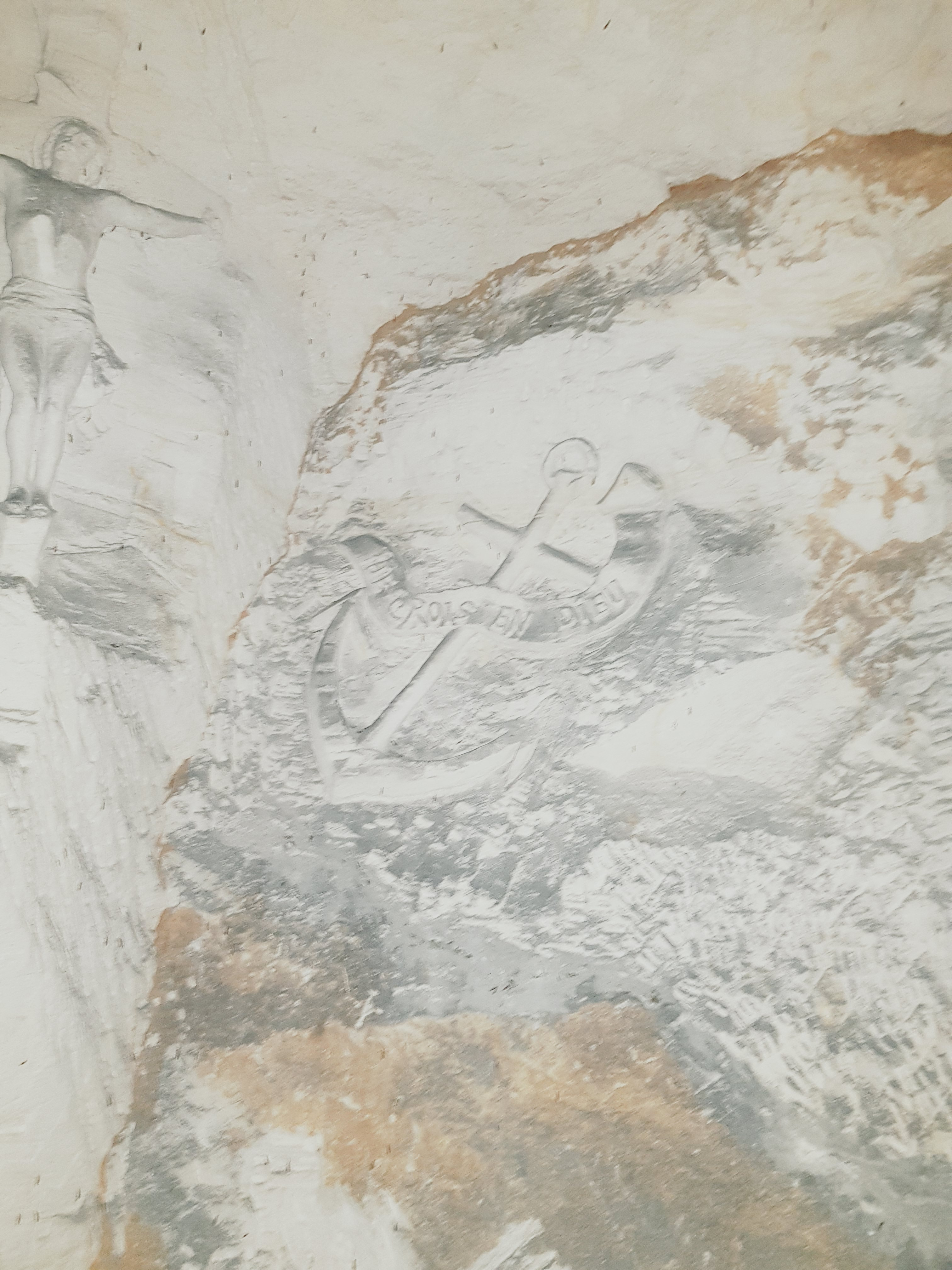
Ancre.
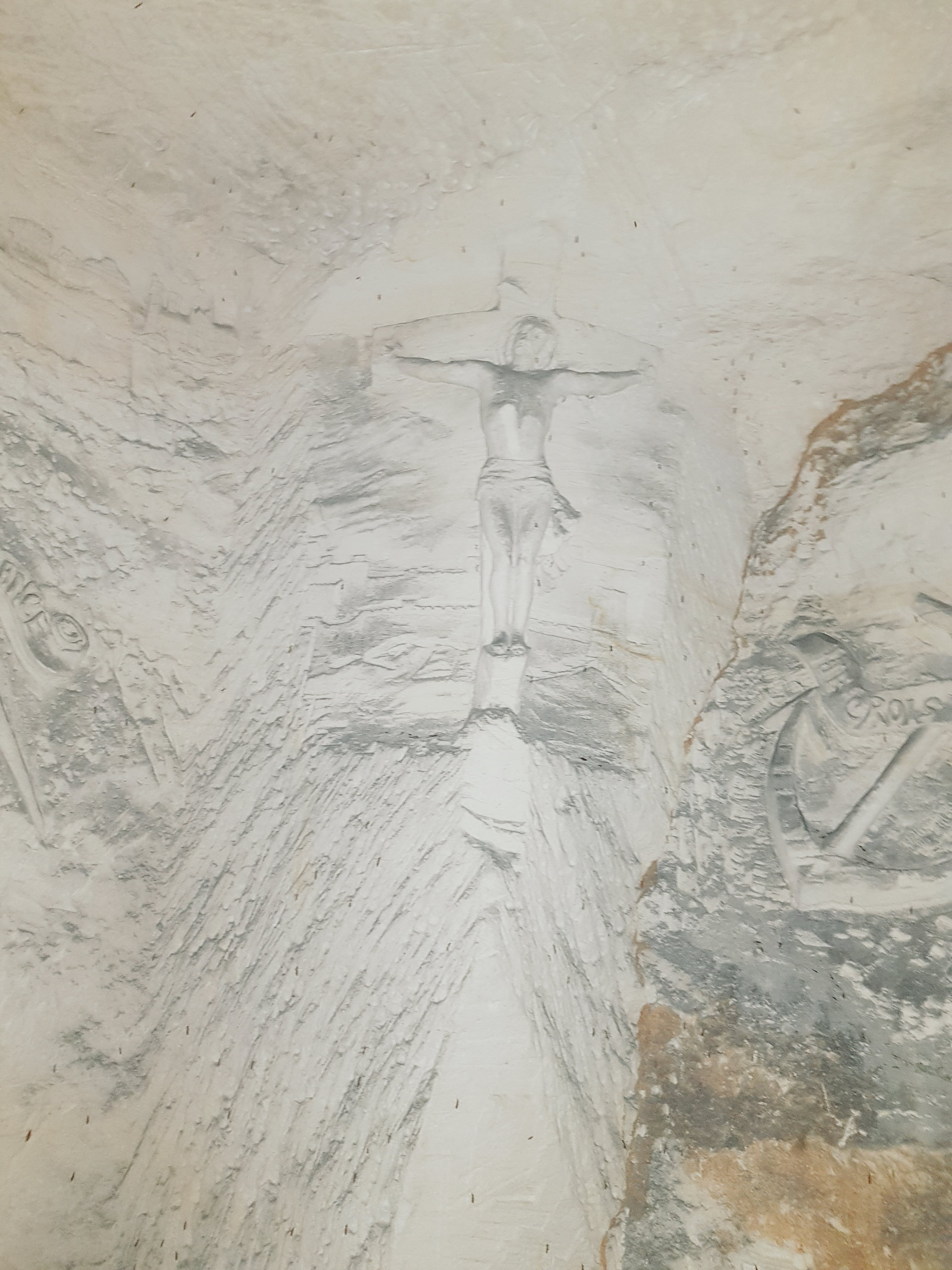
Crucifix.
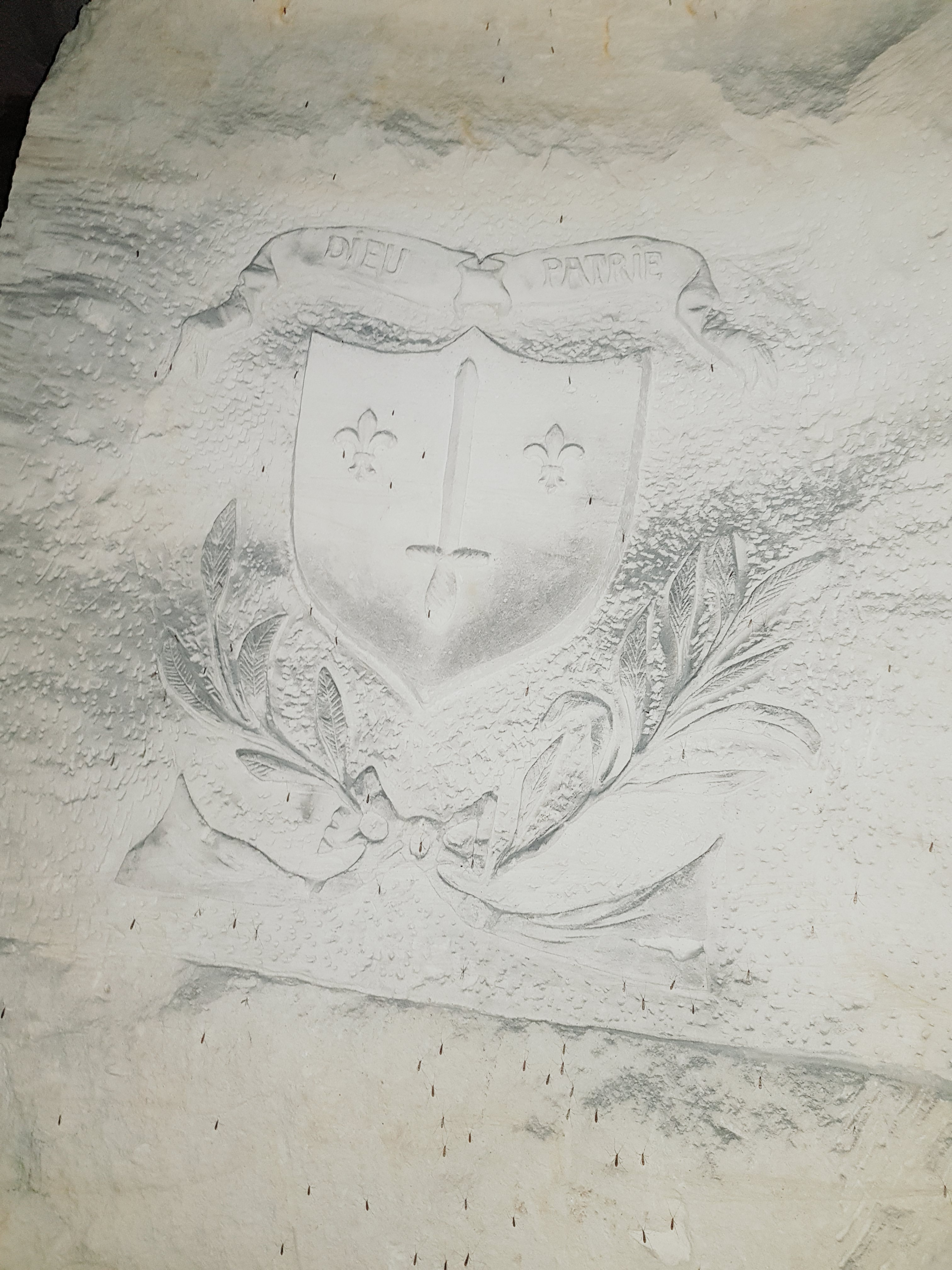
Dieu et Patrie.
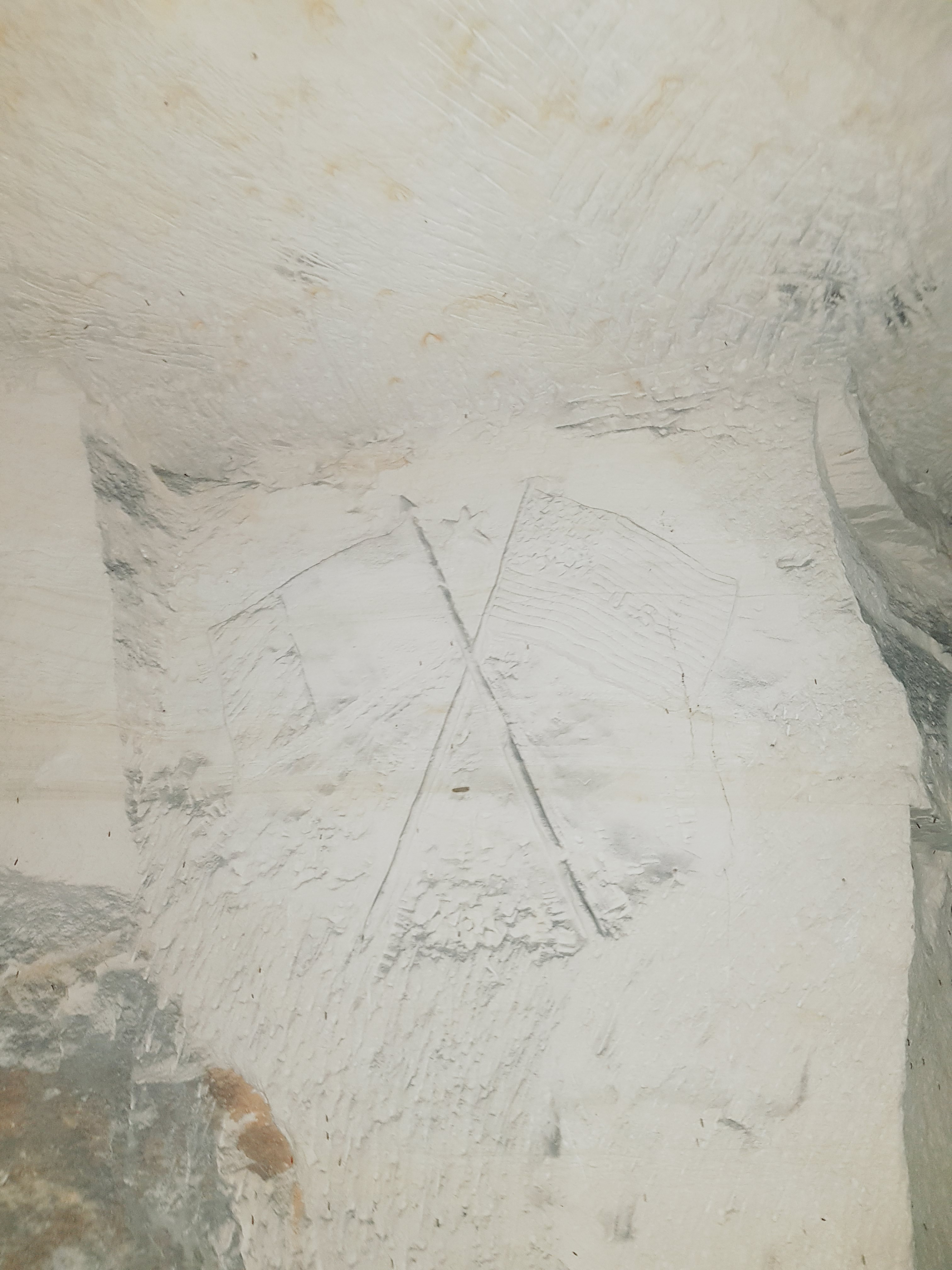
Drapeaux français et américain entrecroisés et surmontés d'une étoile.
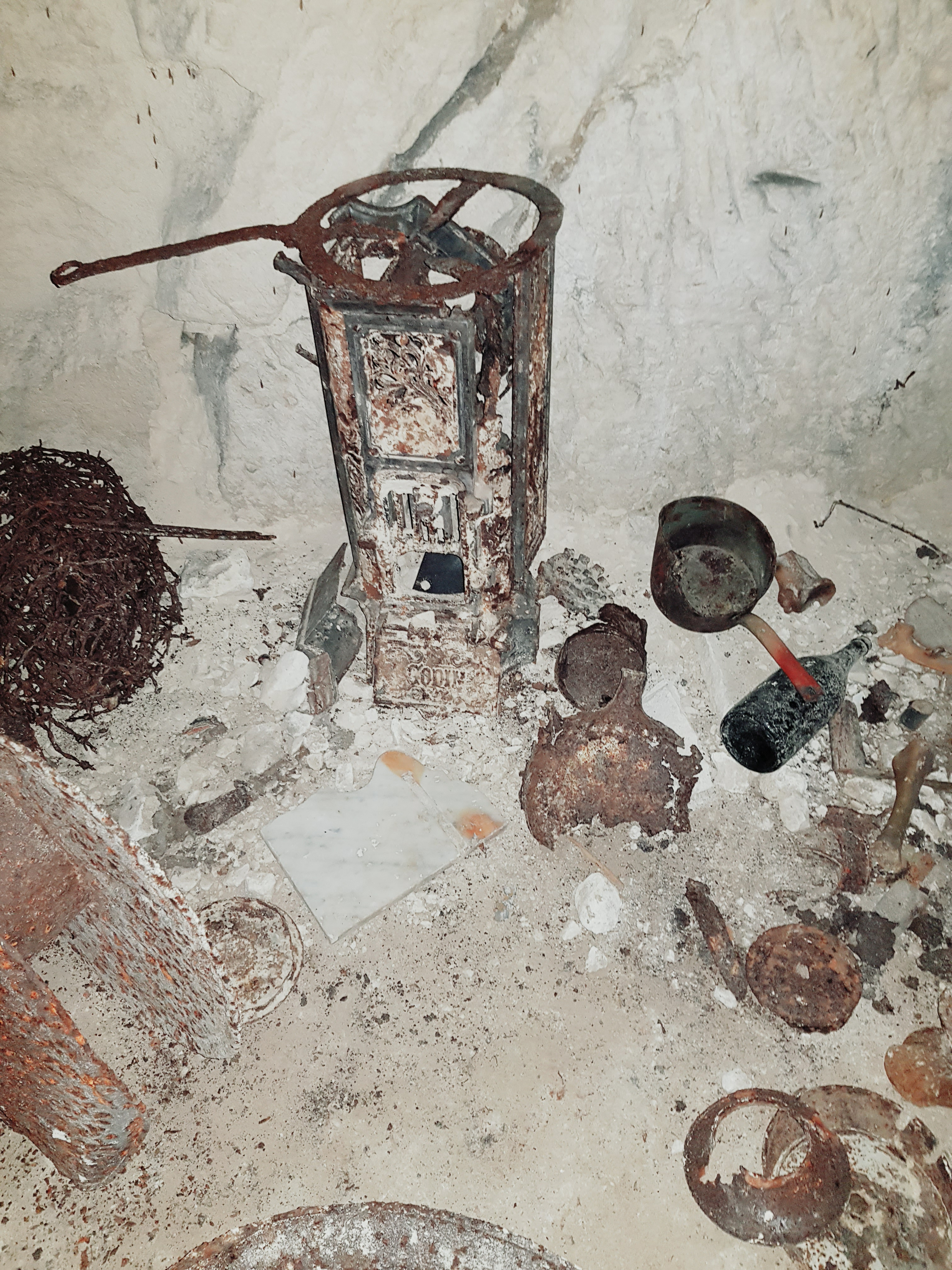
Poêle Godin et divers objets de la Première Guerre mondiale retrouvés à la Creute du Caïd.

## Historique
Cette carrière, qui portait initialement le nom de son propriétaire, monsieur Régnier, a été creusée au cours du XIXe siècle. 
En septembre 1914, elle est prise par les troupes allemandes qui l'utilisent comme dépôt de munitions car elle se situait à seulement quelques centaines de mètres de la ligne de front. À partir d'avril 1917, elle se retrouve au cœur des combats et est finalement prise par la 127e division d'infanterie française le 6 mai 1917. Reprise par les Allemands le 27 mai 1918, elle est définitivement libérée le 28 septembre de la même année.
Par la suite, elle sera à nouveau exploitée par intermittence avant de fermer dans les années 1950.
La creute du Caïd est inscrite dans son intégralité au nombre des monuments historiques en 1999, le mur supportant les bas-reliefs étant lui-même classé la même année.